# Rıfat Orhan Göksu
Rıfat Orhan Göksu (* 14. Juli 1901 im Landkreis Ermenek/ Provinz Karaman; † 12. Oktober 1988) war ein türkischer Jurist und von 1965 bis 1966 Vizepräsident des Verfassungsgerichts.

## Laufbahn
Göksu schloss am 8. Juli 1930 sein juristisches Studium an der Universität Ankara ab und war zwischen den Jahren 1931 und 1937 unter anderem als Staatsanwalt im Landkreis Menemen in der Provinz Izmir und als Friedensrichter in Ankara tätig. Später wurde er zum Mitglied des Staatsrats und am 21. Mai 1954 zum Mitglied des Kompetenzkonfliktgerichts gewählt. Ab dem 9. Februar 1955 war er Vorsitzender des fünften Senats beim Staatsrat.
Am 24. Mai 1962 wurde Göksu zum ordentlichen Mitglied des türkischen Verfassungsgerichts ernannt und dort am 12. Juni 1965 zum Vizepräsidenten gewählt. Dieses Amt bekleidete er bis zum 14. Juli 1966.